# 3004 Knud
3004 Knud је астероид главног астероидног појаса чија средња удаљеност од Сунца износи 2,590 астрономских јединица (АЈ).
Апсолутна магнитуда астероида је 15,1.